# Saag

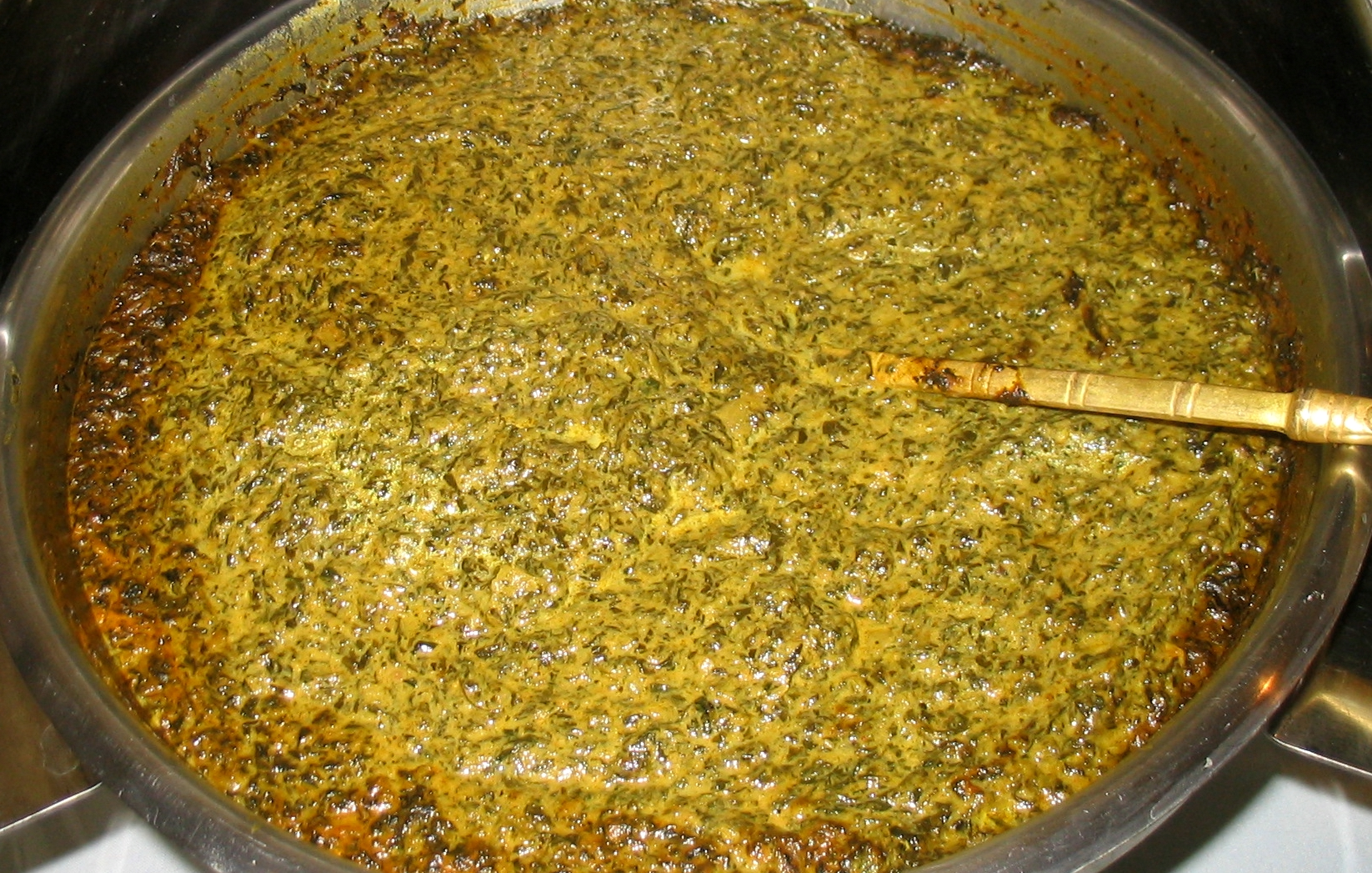
El saag paneer és el tipus de saag més comú.

El saag és un plat punjabí a base d'espinacs i de fulles de mostassa negra que es menja al Pakistan o a l'Índia. També es pot preparar amb altres tipus de fulles, d'espècies com el coriandre i altres ingredients com el bròquil, el gingebre, all, pebrots verds o vermells.
El saag a la cuina índia es menja com el roti o el naan o amb el makki di roti (un roti que es fa a partir de farina de blat de moro). Es pot acompanyar amb lassi (llet batuda).

## Una preparació d'un Saag
Ingredients
- 1kg de fulles de mostassa negra,
- 500 grams d'espinacs,
- 1 litre d'aigua,
- 6 pebrots verds,
- 1 ceba petita tallada en quatre trossos,
- 1 petit tros de gingebre,
- 3 peces d'all,
- 1 poc de sal,
- 1 cullerada d'oli de blat de moro,

Preparació
- Rentar bé les fulles de mostassa i tallar-les fines.
- Posar les fulles i els espinacs a una cassola amb aigua.
- Portar a ebullició i ficar-hi els pebrots i la sal, barrejar
- Ficar-hi el gingebre, l'all tallat fi i la ceba en una altra cassola i daurar-ho.
- Després posar la mescla en la cassola del gingebre i escalfar 5 minuts abans de servir.